# リンゲルマン効果

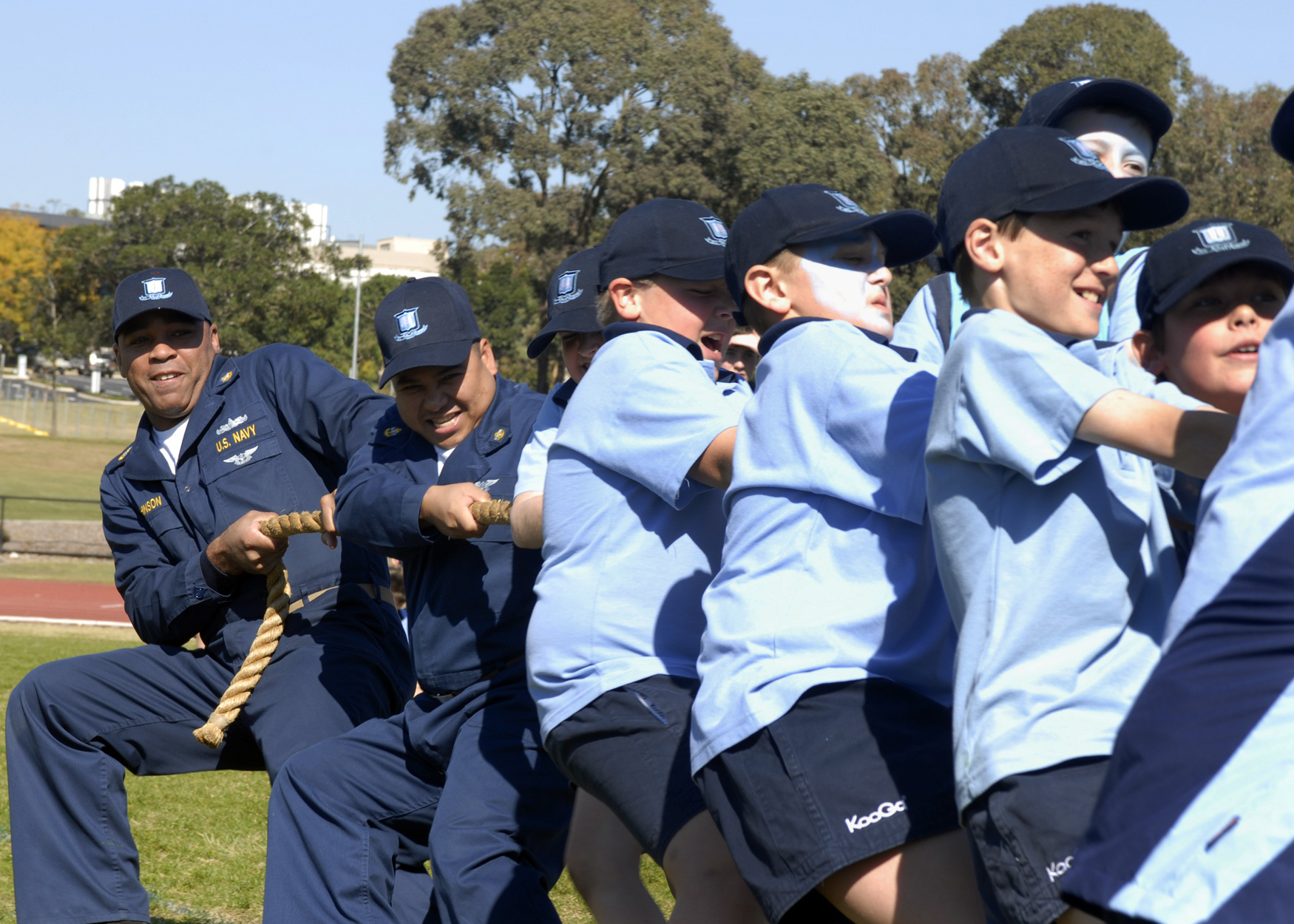
リンゲルマン効果の例としてあげられる綱引き。作業する人数が増えるほどパフォーマンスが低下し、参加者それぞれ自分の努力が必須であるという意識が低下する傾向にある。

リンゲルマン効果（りんげるまんこうか、英: Ringelmann effect）とは、共同作業をする人数が増えるごとに各個人の作業の貢献度が低下する現象のことをさす。 この現象はフランスの農学者マクシミリアン・リンゲルマンにより提唱され、グループの規模とプロジェクトに対する個人の貢献度が反比例の関係にあることを示している。
1913年、リンゲルマンがプロセスの損失（パフォーマンスの有効性や効率の低下）とチームの生産性との関係性を研究しているときに、複数人でロープを引くなどの同じ仕事を一緒に行うと、各個人がそれぞれ仕事をした場合の貢献の合計よりも使用した労力が少なくなることに気づいた。
リンゲルマンは、グループの人数が増えれば増えるほどグループが非効率化していき、「努力すればグループ全体の効率も上がる」「できるだけ大人数でやったほうが効率的」という従来の考え方と矛盾していることを指摘した 。

## 要因
1913年のリンゲルマンの論文によると、集団が潜在能力を満足に発揮できない場合がある理由として、様々な対人関係のプロセスにより技量を損なってしまうパターンがあることをあげている。 
つまり、グループが生産性を落とす理由として、モチベーションの低下と他人と協調することに関する問題の2つを提示している。

## モチベーションの喪失
モチベーションの喪失（または社会的怠惰）とは、集団で作業をしたときに単独で作業する場合に比べて個人の作業量が減ることをいう。 
リンゲルマンの1913年の研究では、必要な仕事をしてくれる共同作業者に依存する傾向があるとされる。 一般的には、作業をしているときに多くの人が「最大限の貢献をしている」と思っているが、そのような人の中には他人がしていることに気づかない社会的怠惰な人も含まれるという指摘がある。

## 対処法
これらに関する対処法として、以下のようなものがある。
各個の成果を見る
各個のアイデアやアウトプットなどの成果がきちんと見られている（例えば、評価されている）と感じると、タスクに対しより多くの努力をするようになる。 これは、課されたタスクが単純かつ個人主義的なものである場合、人は他人からの評価が気になり、社会的促進により生産性が向上するためである。タスクに個人性がなく、グループの連帯意識を高めるくらいの価値しかない場合は他の人から評価されるという意識が低くなり怠惰につながる。
ただ乗りの抑制
貢献度が低く、かつ怠惰を示す人は、自分がサボった分も誰かがやってくれると思っている。そのため、メンバーそれぞれが「自分はグループに居なくてはいけない大切な存在」だと思えるようにする必要がある。グループ内での個人の役割の重要性を認識させることによって、それぞれが目標達成に向け努力するようになる傾向がある。 また、グループの規模を小さくすることによっても同様の効果が得られる。これは、規模が小さくなることで個人の役割がより不可欠なものとなり、怠ける機会が少なくなるからである。
ゴールを設ける
明確な目標を設定したチームは目標を見失っているチームよりよい成果を出す傾向にある。 明確な目標をもって活動すると、グループ全体へのコミットメントが上昇するだけでなく、作業の計画を立てることや品質、努力することに関してもよい結果がもたらされ、生産性が向上すると考えられる。目標には明確さだけではなく、上を目指す挑戦性も大切である。これは、簡単な課題を行うときはグループの力は不要であり、個人に怠ける隙を与えてしまうが、難しい課題に取り組むときはメンバー同士の協力が必要不可欠だからである。 インガムらは、リンゲルマン効果によるパフォーマンスの低下の理由はモチベーションがなくなることが主なものであると主張している。
また、過去に団体スポーツの経験がある者に対してはこの効果が働きにくいとの研究結果もある。